# Liste der Kardinalskreierungen Nikolaus’ I.
Papst Nikolaus I. kreierte während seines Pontifikates (858–867) neun Kardinäle.

## 863
- Leo, Kardinalbischof von Silva Candida oder Santa Rufina, † 867

## 864
- Formosus Kardinalbischof von Porto, am 6. Oktober 891 zum Papst gewählt, † 4. April 896; sein Leichnam wurde exhumiert und er wurde durch Papst Stephan VI. im Januar 897 posthum exkommuniziert; jedoch durch Papst Johannes IX. auf der Römischen Synode im April 898 rehabilitiert

## 867
- Gauderico, O.S.B.Cas. Kardinalbischof von Velletri, † (unbekannt); er gab 879 das Kardinalsamt auf und kehrte in die Abtei Montecassino zurück
- Leo, Titel San Ciriaco alle Terme, † (unbekannt)
- Leo, Kardinalpriester mit der Titelkirche San Lorenzo in Lucina, † (unbekannt)
- Leo, Kardinalpriester mit der Titelkirche Santa Cecilia, † vor 872
- Paulus, Kardinalpriester mit der Titelkirche Santa Balbina, † vor 872
- Romanus, Kardinalpriester mit der Titelkirche San Pietro in Vincoli, im Juli oder August 897 zum Papst gewählt, † November 897
- Giovanni, Kardinaldiakon, am 14. Dezember 872 als Johannes VIII. zum Papst gewählt, † (ermordet) am 16. Dezember 882